# A Szombathelyi Haladás 2011–2012-es szezonja
A Szombathelyi Haladás 2011–2012-es szezonja szócikk a Szombathelyi Haladás első számú férfi labdarúgócsapatának egy idényéről szól, mely sorozatban a 4., összességében pedig az 56. idénye a csapatnak a magyar első osztályban. A klub fennállásának ekkor volt a 92. évfordulója.

## Statisztikák
Utolsó elszámolt mérkőzés dátuma: 2012. május 26.

### Mérkőzések
| Lejátszott mérkőzések száma        | 40 (30 OTP Bank Liga, 4 Magyar kupa, 6 Ligakupa)       |
| Győzelmek száma                    | 13 (9 OTP Bank Liga, 2 Magyar kupa, 2 Ligakupa)        |
| Döntetlenek száma                  | 13 (11 OTP Bank Liga, 1 Magyar kupa, 1 Ligakupa)       |
| Vereségek száma                    | 14 (10 OTP Bank Liga, 1 Magyar kupa, 3 Ligakupa)       |
| Szerzett gólok száma               | 50                                                     |
| Kapott gólok száma                 | 47                                                     |
| Gólkülönbség                       | +3                                                     |
| Sárga lapok                        | 101                                                    |
| Kiállítások                        | 10                                                     |
| Legtöbbet figyelmeztetett játékos  | Halmosi Péter (10 , 1 )                                |
| Legtöbbet figyelmeztetett játékos  | Guzmics Richárd (8 , 2 )                               |
| Legnagyobb arányú győzelem         | Haladás 5–0 Paksi FC (2012. 05. 05.)                   |
| Legnagyobb arányú vereség          | Újpest 4–1 Haladás (2011. 09. 24.)                     |
| Legnagyobb arányú vereség          | Zalaegerszegi TE 3–0 Haladás (2011. 11. 16.)           |
| Legmagasabb hazai nézőszám         | 8 000 néző, Haladás 2–1 Ferencváros (2012. 03. 25.)    |
| Legalacsonyabb hazai nézőszám      | 500 néző, Haladás 2–1 Zalaegerszegi TE (2011. 08. 31.) |
| Legalacsonyabb hazai nézőszám      | 500 néző, Haladás 2–0 Lombard Pápa (2011. 10. 05.)     |
| Legalacsonyabb hazai nézőszám      | 500 néző, Haladás 1–2 Győri ETO (2011. 11. 09.)        |
| Legtöbbször pályára lépett játékos | Tóth Péter (31 mérkőzés)                               |
| Legtöbbször pályára lépett játékos | Guzmics Richárd (31 mérkőzés)                          |
| Legtöbbször pályára lépett játékos | Schimmer Szabolcs (31 mérkőzés)                        |
| Házi gólkirály                     | Kenesei Krisztián (10 )                                |
| Pontok                             | 52/120 (43,33%)                                        |

### Kiírások
| Kiírás        | Statisztikák | Statisztikák | Statisztikák | Statisztikák | Statisztikák | Statisztikák | Kezdő forduló | Végső forduló/ helyezés | Mérkőzések dátumai | Mérkőzések dátumai |
| Kiírás        | M            | GY           | D            | V            | LG–KG        | GK           | Kezdő forduló | Végső forduló/ helyezés | Első               | Utolsó             |
| ------------- | ------------ | ------------ | ------------ | ------------ | ------------ | ------------ | ------------- | ----------------------- | ------------------ | ------------------ |
| OTP Bank Liga | 30           | 9            | 11           | 10           | 39–37        | +2           | —             |                         | 2011. 07. 16.      | 2012. 05. 26.      |
| Magyar kupa   | 4            | 2            | 1            | 1            | 4–1          | +3           | 3. forduló    | 5. forduló              | 2011. 09. 21.      | 2011. 12. 03.      |
| Ligakupa      | 6            | 2            | 1            | 3            | 7–9          | –2           | Csoportkör    | Csoportkör              | 2011. 08. 31.      | 2011. 11. 16.      |

## Mérkőzések
| Színmagyarázat | Színmagyarázat |
| -------------- | -------------- |
|                | Győzelem.      |
|                | Döntetlen.     |
|                | Vereség.       |

### Téli felkészülési mérkőzések
| 2012. január 21. |

| Haladás    | 3 – 1               | Haladás II |
| ---------- | ------------------- | ---------- |
| Radó Oross | (1 – 1) Jegyzőkönyv |            |

| Rohonci úti stadion, Szombathely Nézőszám: 100 |

| 2012. január 22. |

| Haladás     | 1 – 1               | FC Baník Ostrava |
| ----------- | ------------------- | ---------------- |
| Halmosi 38' | (1 – 1) Jegyzőkönyv | Greguš 20'       |

| Lipót |

| 2012. január 25. |

| Pécsi MFC | 1 – 1               | Haladás |
| --------- | ------------------- | ------- |
| Regedei   | (1 – 1) Jegyzőkönyv | Ugrai   |

| Siófok Játékvezető: Horváth András (magyar) |

| 2012. január 28. |

| Haladás                                           | 5 – 1               | FC Ajka  |
| ------------------------------------------------- | ------------------- | -------- |
| Halmosi 11' Sipos 35' Nagy 38' Ugrai 79' Tóth 83' | (3 – 0) Jegyzőkönyv | Gaál 85' |

| Rohonci úti stadion, Szombathely Nézőszám: 200 Játékvezető: Király Krisztián (magyar) |

| 2012. február 1. |

| Haladás                    | 4 – 0               | Soproni VSE |
| -------------------------- | ------------------- | ----------- |
| Tóth 15' Oross 28' 32' 35' | (4 – 0) Jegyzőkönyv |             |

| Rohonci úti stadion, Szombathely |

| 2012. február 4. |

| FC Admira Wacker Mödling | 5 – 0 | Haladás |
| ------------------------ | ----- | ------- |
|                          |       |         |

| Schwadorf |

| 2012. február 8. |

| Budapest Honvéd                                                   | 5 – 1               | Haladás              |
| ----------------------------------------------------------------- | ------------------- | -------------------- |
| Ceolin 9' Hadžić 10' Apostu 25' Ivancsics 46' Horváth 56' (öngól) | (3 – 0) Jegyzőkönyv | Oross 90' (11-esből) |

| Bozsik József Stadion, Budapest Nézőszám: 100 Játékvezető: Antal Sz. (magyar) |

| 2012. február 11. |

| Haladás | 0 – 1       | Videoton II        |
| ------- | ----------- | ------------------ |
|         | Jegyzőkönyv | Máté 8' (11-esből) |

| Rohonci úti stadion, Szombathely |

| 2012. február 11. |

| Haladás | 0 – 1       | Gyirmót FC |
| ------- | ----------- | ---------- |
|         | Jegyzőkönyv | Nagy 54'   |

| Rohonci úti stadion, Szombathely |

| 2012. február 14. |

| SC Ritzing | 2 – 7               | Haladás                             |
| ---------- | ------------------- | ----------------------------------- |
|            | (0 – 4) Jegyzőkönyv | Kenesei Iszlai Tóth Horváth Halmosi |

| Récény |

| 2012. február 18. |

| NK Nafta Lendava | 1 – 2               | Haladás       |
| ---------------- | ------------------- | ------------- |
| Gabriel          | (1 – 1) Jegyzőkönyv | Kenesei Ugrai |

| Lendva Nézőszám: 150 Játékvezető: Hozian |

| 2012. február 25. |

| Haladás                             | 3 – 1               | Haladás II |
| ----------------------------------- | ------------------- | ---------- |
| Radó 26' Vujović 60' (11-esből) 80' | (1 – 1) Jegyzőkönyv | Czafit 24' |

| Szombathely Nézőszám: 200 Játékvezető: Vass (magyar) |

### OTP Bank Liga 2011–12

#### Őszi fordulók
| 1. forduló 2011. július 16. 19:00 |

| Pécsi MFC                         | 1 – 0                         | Haladás                            |
| --------------------------------- | ----------------------------- | ---------------------------------- |
| Horváth 80' Bajzát 54' Pintér 87' | (0 – 0) Jegyzőkönyv Részletek | Iszlai 41' Guzmics 51' Halmosi 55′ |

| PMFC Stadion, Pécs Nézőszám: 3 100 Játékvezető: Németh Ádám (magyar) |

| 2. forduló 2011. július 23. 19:00 |

| Haladás                                             | 2 – 4                         | Budapest Honvéd                                                                             |
| --------------------------------------------------- | ----------------------------- | ------------------------------------------------------------------------------------------- |
| Tóth 23' Kenesei 51' (11-esből) Nagy 15' Iszlai 62' | (1 – 2) Jegyzőkönyv Részletek | Danilo 16' (11-esből) 36' (11-esből) Novák 64' Lovrić 71' Abass 59' Akassou 66' Horváth 85′ |

| Rohonci úti stadion, Szombathely Nézőszám: 3 300 Játékvezető: Szilasi Szabolcs (magyar) |

| 3. forduló 2011. július 29. 19:00 |

| Győri ETO                                        | 1 – 0                         | Haladás                                     |
| ------------------------------------------------ | ----------------------------- | ------------------------------------------- |
| Dudás 5' Pilibaitis 41' Trajković 51' Takács 74' | (1 – 0) Jegyzőkönyv Részletek | Tóth 45' Iszlai 64′ Guzmics 81' Halmosi 90' |

| ETO Park, Győr Nézőszám: 9 000 Játékvezető: Kassai Viktor (magyar) |

| 4. forduló 2011. augusztus 6. 17:30 |

| Vasas                            | 0 – 0                         | Haladás                         |
| -------------------------------- | ----------------------------- | ------------------------------- |
| Sütő 51' Kulcsár 59' Šimić 90+1' | (0 – 0) Jegyzőkönyv Részletek | Tóth 24' Halmosi 51' Búrány 64' |

| Illovszky Rudolf Stadion, Budapest Nézőszám: 1 853 Játékvezető: Szabó Zsolt (magyar) |

| 5. forduló 2011. augusztus 13. 19:00 |

| Haladás               | 1 – 0                         | Zalaegerszegi TE        |
| --------------------- | ----------------------------- | ----------------------- |
| Kenesei 70' Irhás 67' | (0 – 0) Jegyzőkönyv Részletek | Bogunović 52' Bujor 87' |

| Rohonci úti stadion, Szombathely Nézőszám: 7 000 Játékvezető: Solymosi Péter (magyar) |

| 6. forduló 2011. augusztus 21. 18:00 |

| Ferencváros                                              | 1 – 2                         | Haladás                                          |
| -------------------------------------------------------- | ----------------------------- | ------------------------------------------------ |
| Rósa 73' (11-esből) Lisztes 46' Jovanović 83' Júnior 90' | (0 – 1) Jegyzőkönyv Részletek | Vujović 5' 53' Halmosi 56' Sluka 63′ Oross 90+3' |

| Albert Flórián Stadion, Budapest Nézőszám: 4 000 Játékvezető: Iványi Zoltán (magyar) |

| 7. forduló 2011. augusztus 28. 18:00 |

| Haladás                                                            | 2 – 2                         | Kecskeméti TE                                   |
| ------------------------------------------------------------------ | ----------------------------- | ----------------------------------------------- |
| Vujović 19' 43' Balogh 73' (öngól) Kovács 27' Tóth 78' Irhás 90+1' | (1 – 1) Jegyzőkönyv Részletek | Bertus 21' Mohl 78' 88' Gyagya 4' Radanović 90' |

| Rohonci úti stadion, Szombathely Nézőszám: 5 300 Játékvezető: Vad II. István (magyar) |

| 8. forduló 2011. szeptember 10. 17:30 |

| Videoton                             | 1 – 0                         | Haladás                      |
| ------------------------------------ | ----------------------------- | ---------------------------- |
| Vaskó 90' 58' Álvaro 34' Evandro 66' | (0 – 0) Jegyzőkönyv Részletek | Rajos 76' Rózsa 87' Tóth 88′ |

| Sóstói Stadion, Székesfehérvár Nézőszám: 3 447 Játékvezető: Fábián Mihály (magyar) Asszisztensek: Kelemen Attila Márkus Tamás |

| 9. forduló 2011. szeptember 17. 19:00 |

| Haladás                                                                 | 2 – 1                         | Lombard Pápa                                                                |
| ----------------------------------------------------------------------- | ----------------------------- | --------------------------------------------------------------------------- |
| Kovács 87' Kenesei 90+2' (11-esből) Halmosi 42' Vujović 78′ Guzmics 90' | (0 – 0) Jegyzőkönyv Részletek | Ferenczi 53' Farkas 12' Marić 48' Totadze 50' Présinger 71′ Rodenbücher 78' |

| Rohonci úti stadion, Szombathely Nézőszám: 6 000 Játékvezető: Berger József (magyar) |

| 10. forduló 2011. szeptember 24. 17:30 |

| Újpest                                                                             | 4 – 1                         | Haladás                                                  |
| ---------------------------------------------------------------------------------- | ----------------------------- | -------------------------------------------------------- |
| Rajczi 34' (11-esből) 37' Balogh 52' 90+2' Mihajlović 36' Barczi 75' Dvorschák 77' | (2 – 0) Jegyzőkönyv Részletek | Schimmer 56' Iszlai 18' Rózsa 31' Kovács 36' Guzmics 89′ |

| Szusza Ferenc Stadion, Budapest Nézőszám: 3 826 Játékvezető: Veizer Roland (magyar) |

| 11. forduló 2011. október 1. 18:00 |

| Haladás                               | 2 – 1                         | BFC Siófok                               |
| ------------------------------------- | ----------------------------- | ---------------------------------------- |
| Kovács 5' 23' Sluka 14' Devecseri 90' | (2 – 0) Jegyzőkönyv Részletek | Lattenstein 71' Haraszti 46' Lengyel 75' |

| Rohonci úti stadion, Szombathely Nézőszám: 5 000 Játékvezető: Berke Balázs (magyar) |

| 12. forduló 2011. október 15. 18:00 |

| Paksi FC                                        | 3 – 2                         | Haladás                                              |
| ----------------------------------------------- | ----------------------------- | ---------------------------------------------------- |
| Hrepka 35' Böde 53' 90' Sifter 55' 59' Éger 27' | (1 – 0) Jegyzőkönyv Részletek | Vujović 47' Nagy II G. 68' Iszlai 85' Schimmer 90+3' |

| Fehérvári út, Paks Nézőszám: 1 560 Játékvezető: Radványi Ádám (magyar) |

| 13. forduló 2011. október 22. 17:00 |

| Haladás                                                 | 1 – 1                         | Kaposvári Rákóczi                             |
| ------------------------------------------------------- | ----------------------------- | --------------------------------------------- |
| Vujović 45' Oross 32' Rajos 54' Halmosi 61' Horváth 82' | (1 – 0) Jegyzőkönyv Részletek | Perić 83' Petrazzi 19' Jánvári 29' Grumić 42' |

| Rohonci úti stadion, Szombathely Nézőszám: 3 900 Játékvezető: Berger József (magyar) |

| 14. forduló 2011. október 28. 18:00 |

| Diósgyőr            | 1 – 0                         | Haladás                             |
| ------------------- | ----------------------------- | ----------------------------------- |
| Luque 43' Gohér 20' | (1 – 0) Jegyzőkönyv Részletek | Kenesei 28' Halmosi 39' Vujović 82' |

| DVTK-stadion, Miskolc Nézőszám: 8 800 Játékvezető: Böcskei Balázs (magyar) Asszisztensek: Vámos Tibor Tóth István |

| 15. forduló 2011. november 5. 17:30 |

| Haladás                                             | 0 – 1                         | Debreceni VSC                                             |
| --------------------------------------------------- | ----------------------------- | --------------------------------------------------------- |
| Skriba 65' Kenesei 67' Kovács 74' Korolovszky 90+3' | (0 – 1) Jegyzőkönyv Részletek | Rezes 20' Nagy 55' Mészáros 66' Ramos 83' Coulibaly 90+3' |

| Rohonci úti stadion, Szombathely Nézőszám: 4 900 Játékvezető: Szabó Zsolt (magyar) |

| 16. forduló 2011. november 19. 16:00 |

| Haladás                | 0 – 0                         | Pécsi MFC     |
| ---------------------- | ----------------------------- | ------------- |
| Halmosi 74' Skriba 76' | (0 – 0) Jegyzőkönyv Részletek | Todorović 42' |

| Rohonci úti stadion, Szombathely Nézőszám: 2 700 Játékvezető: Kassai Viktor (magyar) |

| 17. forduló 2011. november 25. 18:00 |

| Budapest Honvéd                           | 2 – 2                         | Haladás                            |
| ----------------------------------------- | ----------------------------- | ---------------------------------- |
| Danilo 1' Hervé Tchami 36' 36' Lovrić 56' | (2 – 1) Jegyzőkönyv Részletek | Vujović 46' Tóth 90' 14' Sipos 20' |

| Bozsik József Stadion, Budapest Nézőszám: 1 800 Játékvezető: Veizer Roland (magyar) |

#### Tavaszi fordulók
| 18. forduló 2012. március 4. 18:00 |

| Haladás                                  | 1 – 1                         | Győri ETO                                                   |
| ---------------------------------------- | ----------------------------- | ----------------------------------------------------------- |
| Fehér 48' (öngól) Iszlai 42' Halmosi 87' | (0 – 1) Jegyzőkönyv Részletek | Ahjupera 12' Fehér 30' Babić 44' Stanišić 55' Windecker 75' |

| Rohonci úti stadion, Szombathely Nézőszám: 5 200 Játékvezető: Andó-Szabó Sándor (magyar) |

| 19. forduló 2012. március 10. 16:00 |

| Haladás                                                            | 3 – 0                         | Vasas                                                     |
| ------------------------------------------------------------------ | ----------------------------- | --------------------------------------------------------- |
| Nagy 19' Vujović 26' (11-esből) Oross 77' 80' Radó 61' Halmosi 77' | (2 – 0) Jegyzőkönyv Részletek | Kovács 14' Rubus 59′ Kovács 64' Hercegfalvi 65' Varga 87' |

| Rohonci úti stadion, Szombathely Nézőszám: 5 000 Játékvezető: Berke Balázs (magyar) |

| 20. forduló 2012. március 17. 17:30 |

| Zalaegerszegi TE                                 | 1 – 1               | Haladás                                              |
| ------------------------------------------------ | ------------------- | ---------------------------------------------------- |
| Balázs 35' Bogunović 48′ Kocsárdi 90′ Máté 90+2' | (1 – 1) Jegyzőkönyv | Halmosi 13' Tóth 2' Oross 50' Rajos 52′ Iszlai 90+2' |

| ZTE Aréna, Zalaegerszeg Nézőszám: 6 082 Játékvezető: Vad II. István (magyar) |

| 21. forduló 2012. március 25. 18:00 |

| Haladás                                              | 2 – 1               | Ferencváros                              |
| ---------------------------------------------------- | ------------------- | ---------------------------------------- |
| Kenesei 86' (11-esből) 90+2' Nagy G. 20' Kulcsár 88' | (0 – 0) Jegyzőkönyv | Kulcsár D. 56' 57' Grúz 33' Pölöskey 79' |

| Rohonci úti stadion, Szombathely Nézőszám: 8 000 Játékvezető: Kassai Viktor (magyar) |

| 22. forduló 2012. március 31. 16:00 |

| Kecskeméti TE                                              | 2 – 2               | Haladás                         |
| ---------------------------------------------------------- | ------------------- | ------------------------------- |
| Lencse 26' (11-esből) Tököli 75' Čukić 19' Alempijević 20' | (1 – 1) Jegyzőkönyv | Kenesei 35' Nagy 72' Iszlai 40' |

| Széktói Stadion, Kecskemét Nézőszám: 2 700 Játékvezető: Veizer Roland (magyar) |

| 23. forduló 2012. április 7. 18:00 |

| Haladás                                                            | 2 – 2               | Videoton                                                            |
| ------------------------------------------------------------------ | ------------------- | ------------------------------------------------------------------- |
| Radó 65' Halmosi 79' Korolovszky 34' Guzmics 58' Tóth 70' Nagy 85' | (0 – 1) Jegyzőkönyv | Oliveira 40' 77' Sándor Gy. 59' (11-esből) Caneira 34' Brachi 90+1' |

| Rohonci úti stadion, Szombathely Nézőszám: 3 800 Játékvezető: Németh Ádám (magyar) Asszisztensek: Kispál Róbert Lemon Oszkár |

| 24. forduló 2012. április 14. 18:00 |

| Lombard Pápa                     | 1 – 0               | Haladás                                   |
| -------------------------------- | ------------------- | ----------------------------------------- |
| Seye 88' Quintero 43' Farkas 53' | (0 – 0) Jegyzőkönyv | Schimmer 12' Iszlai 41' Nagy 51' Radó 80′ |

| Perutz Stadion, Pápa Nézőszám: 2 000 Játékvezető: Takács János (magyar) |

| 25. forduló 2012. április 21. 18:00 |

| Haladás              | 1 – 1                         | Újpest                                       |
| -------------------- | ----------------------------- | -------------------------------------------- |
| Kenesei 13' Nagy 53' | (1 – 0) Jegyzőkönyv Részletek | Balogh 80' Kiss 54' Eninful 61' Rajczi 90+2′ |

| Rohonci úti stadion, Szombathely Nézőszám: 5 800 Játékvezető: Szilasi Szabolcs (magyar) |

| 26. forduló 2012. április 28. 18:00 |

| BFC Siófok                            | 0 – 2               | Haladás                                        |
| ------------------------------------- | ------------------- | ---------------------------------------------- |
| Egerszegi 32' Kecskés 36' Melczer 61' | (0 – 0) Jegyzőkönyv | Halmosi 52' Oross 83' Nagy 24' Korolovszky 37' |

| Révész Géza utcai stadion, Siófok Nézőszám: 900 Játékvezető: Böcskei Balázs (magyar) |

| 27. forduló 2012. május 5. 17:00 |

| Haladás                                                                         | 5 – 0               | Paksi FC  |
| ------------------------------------------------------------------------------- | ------------------- | --------- |
| Radó 4' 30' Nagy 9' Iszlai 27' (11-esből) Ugrai 82' Kulcsár 90' 90' Guzmics 13' | (3 – 0) Jegyzőkönyv | Fiola 37′ |

| Rohonci úti stadion, Szombathely Nézőszám: 4 000 Játékvezető: Becséri Dániel (magyar) |

| 28. forduló 2012. május 12. 18:00 |

| Kaposvári Rákóczi                              | 1 – 1               | Haladás                                                           |
| ---------------------------------------------- | ------------------- | ----------------------------------------------------------------- |
| Grumić 51' 51' Ndiaye 22' Okuka 63' Balázs 83' | (0 – 1) Jegyzőkönyv | Nagy 15' 28' Guzmics 19' Halmosi 67' Tóth 68′ Iszlai 76' Nagy 82' |

| Rákóczi Stadion, Kaposvár Nézőszám: 2 400 Játékvezető: Berke Balázs (magyar) |

| 29. forduló 2012. május 20. 15:00 |

| Haladás                                                 | 2 – 1               | Diósgyőr                       |
| ------------------------------------------------------- | ------------------- | ------------------------------ |
| Nagy 20' Halmosi 89' Rajos 31' Jagodics 71' Kulcsár 90' | (1 – 1) Jegyzőkönyv | Takács 3' Vági 21' Frizoni 53' |

| Rohonci úti stadion, Szombathely Nézőszám: 4 300 Játékvezető: Solymosi Péter (magyar) |

| 30. forduló 2012. május 26. 18:00 |

| Debreceni VSC                                                | 2 – 0               | Haladás              |
| ------------------------------------------------------------ | ------------------- | -------------------- |
| Mészáros 21' Coulibaly 54' (11-esből) Bouadla 68' Korhut 72' | (0 – 0) Jegyzőkönyv | Tóth 53' Guzmics 67' |

| Oláh Gábor utcai stadion, Debrecen Nézőszám: 10 000 Játékvezető: Vad II. István (magyar) |

#### Végeredmény
| #   | Csapat            | M  | GY | D  | V  | G+ – G– | GK  | P                                                      | Megjegyzések                                   |
| --- | ----------------- | -- | -- | -- | -- | ------- | --- | ------------------------------------------------------ | ---------------------------------------------- |
| 1.  | Debreceni VSC     | 30 | 22 | 8  | 0  | 64–18   | +46 | 74                                                     | 2012–2013-as Bajnokok Ligája – 2. selejtezőkör |
| 2.  | Videoton          | 30 | 21 | 3  | 6  | 58–19   | +39 | 66                                                     | 2012–2013-as Európa-liga – 2. selejtezőkör     |
| 3.  | Győri ETO         | 30 | 20 | 3  | 7  | 56–31   | +25 | 63 \|style="background-color: #FAFAFA;"\|              |                                                |
| 4.  | Budapest Honvéd   | 30 | 13 | 7  | 10 | 48–40   | +8  | 46                                                     | 2012–2013-as Európa-liga – 1. selejtezőkör     |
| 5.  | Kecskeméti TE     | 30 | 13 | 6  | 11 | 48–38   | +10 | 45 \|rowspan="10" style="background-color: #FAFAFA;"\| |                                                |
| 6.  | Paksi FC          | 30 | 12 | 9  | 9  | 47–51   | −4  | 45                                                     |                                                |
| 7.  | Diósgyőr          | 30 | 13 | 4  | 13 | 42–43   | −1  | 43                                                     |                                                |
| 8.  | Haladás           | 30 | 9  | 11 | 10 | 39–37   | +2  | 38                                                     |                                                |
| 9.  | BFC Siófok        | 30 | 9  | 9  | 12 | 30–41   | −11 | 36                                                     |                                                |
| 10. | Kaposvári Rákóczi | 30 | 7  | 14 | 9  | 35–42   | −7  | 35                                                     |                                                |
| 11. | Ferencváros       | 30 | 9  | 7  | 14 | 31–36   | −5  | 34                                                     |                                                |
| 12. | Pécsi MFC         | 30 | 8  | 10 | 12 | 36–50   | −14 | 34                                                     |                                                |
| 13. | Újpest            | 30 | 8  | 8  | 14 | 34–46   | −12 | 32                                                     |                                                |
| 14. | Lombard Pápa      | 30 | 8  | 6  | 16 | 26–40   | −14 | 30                                                     |                                                |
| 15. | Vasas             | 30 | 5  | 9  | 16 | 29–51   | −22 | 22                                                     | NB II                                          |
| 16. | Zalaegerszegi TE  | 30 | 1  | 10 | 19 | 25–65   | −40 | 13                                                     | NB II                                          |

Forrás: MLSZ adatbank 
A rangsorolás alapszabályai: 1. összpontszám, 2. győzelmek száma, 3. gólkülönbség, 4. szerzett gólok száma, 5. egymás elleni eredmények összpontszáma,  6. egymás elleni eredmények gólkülönbsége, 7. egymás elleni eredmények szerzett góljainak száma, 8. egymás elleni eredmények idegenben szerzett góljainak száma.
A Vasastól két pontot levontak.
(B): Bajnokcsapat, (K): Kieső csapat, (F): Feljutó csapat, (I): Kupainduló, (R): A rájátszás győztese, (KGY): Kupagyőztes

Jegyzet
- A Győri ETO-t az UEFA eltiltotta a nemzetközi kupaszerepléstől, ezért a negyedik helyezett csapat indulhatott a 2012–13-as Európa-ligában.[2]

#### Összesítés
Az alábbi táblázatban összesítve szerepelnek a Szombathelyi Haladás 2011/12-es bajnokságban elért eredményei.
| Ősz/tavasz (forduló)    | Otthon | Otthon | Otthon | Otthon | Otthon | Otthon | Otthon | Idegenben | Idegenben | Idegenben | Idegenben | Idegenben | Idegenben | Idegenben |
| Ősz/tavasz (forduló)    | M      | GY     | D      | V      | LG–KG  | GK     | P      | M         | GY        | D         | V         | LG–KG     | GK        | P         |
| ----------------------- | ------ | ------ | ------ | ------ | ------ | ------ | ------ | --------- | --------- | --------- | --------- | --------- | --------- | --------- |
| Őszi szezon (1–17.)     | 8      | 3      | 3      | 2      | 10–10  | 0      | 12     | 9         | 1         | 2         | 6         | 7–14      | –7        | 5         |
| Tavaszi szezon (18–30.) | 7      | 4      | 3      | 0      | 16–6   | +10    | 15     | 6         | 1         | 3         | 2         | 6–7       | –1        | 6         |
| Összesen (1–30.)        | 15     | 7      | 6      | 2      | 26–16  | +10    | 27     | 15        | 2         | 5         | 8         | 13–21     | -8        | 11        |

#### Helyezések fordulónként
| Forduló  | 1  | 2  | 3  | 4  | 5  | 6  | 7  | 8  | 9  | 10 | 11 | 12 | 13 | 14 | 15 | 16 | 17 | 18 | 19 | 20 | 21 | 22 | 23 | 24 | 25 | 26 | 27 | 28 | 29 | 30 |
| -------- | -- | -- | -- | -- | -- | -- | -- | -- | -- | -- | -- | -- | -- | -- | -- | -- | -- | -- | -- | -- | -- | -- | -- | -- | -- | -- | -- | -- | -- | -- |
| Helyszín | I  | O  | I  | I  | O  | I  | O  | I  | O  | I  | O  | I  | O  | I  | O  | O  | I  | O  | O  | I  | O  | I  | O  | I  | O  | I  | O  | I  | O  | I  |
| Eredmény | V  | V  | V  | D  | GY | GY | D  | V  | GY | V  | GY | V  | D  | V  | V  | D  | D  | D  | GY | D  | GY | D  | D  | V  | D  | GY | GY | D  | GY | V  |
| Helyezés | 14 | 14 | 13 | 13 | 12 | 11 | 11 | 11 | 9  | 9  | 9  | 10 | 10 | 11 | 12 | 12 | 11 | 12 | 10 | 10 | 9  | 10 | 10 | 11 | 11 | 10 | 8  | 8  | 8  | 8  |

Helyszín: O = Otthon; I = Idegenben. Eredmény: GY = Győzelem; D = Döntetlen; V = Vereség.

### Magyar kupa
| 3. forduló 2011. szeptember 21. 18:00 |

| Soproni VSE                  | 0 – 2               | Haladás                   |
| ---------------------------- | ------------------- | ------------------------- |
| Szabó 30' Tatai 79' Nagy 88′ | (0 – 1) Jegyzőkönyv | Kenesei 19' 91' Oross 83' |

| Káposztás utcai Stadion, Sopron Nézőszám: 800 Játékvezető: Berke Balázs (magyar) |

| 4. forduló 2011. október 25. 14:00 |

| Veszprém FC                         | 0 – 2               | Haladás               |
| ----------------------------------- | ------------------- | --------------------- |
| Gomez 31' Hevesi-Tóth 68' Finta 88' | (0 – 0) Jegyzőkönyv | Kenesei 76' Sipos 90' |

| Városi stadion (Veszprém), Veszprém Nézőszám: 100 Játékvezető: Botló Béla (magyar) |

| 5. forduló Első mérkőzés 2011. november 30. 18:00 |

| Videoton                              | 1 – 0               | Haladás                                      |
| ------------------------------------- | ------------------- | -------------------------------------------- |
| Vasiljević 22' Brachi 93' Caneira 93' | (1 – 0) Jegyzőkönyv | Oross 58' Guzmics 58′ Schimmer 84' Ugrai 92' |

| Sóstói Stadion, Székesfehérvár Nézőszám: 923 Játékvezető: Berger József (magyar) Asszisztensek: Forgács Attila Medovarszki János |

| 5. forduló Visszavágó 2011. december 3. 15:00 |

| Haladás               | 0 – 0               | Videoton                                           |
| --------------------- | ------------------- | -------------------------------------------------- |
| Sluka 39' Kenesei 91' | (0 – 0) Jegyzőkönyv | Vinícius 58' Vasiljević 79' Brachi 80' Caneira 92' |

| Rohonci úti stadion, Szombathely Nézőszám: 2 000 Játékvezető: Szabó Zsolt (magyar) Asszisztensek: Lémon Oszkár Farkas Balázs |

### Ligakupa

#### Csoportkör (A csoport)
| 1. forduló 2011. augusztus 31. 18:00 |

| Haladás                                               | 2 – 1               | Zalaegerszegi TE                          |
| ----------------------------------------------------- | ------------------- | ----------------------------------------- |
| Simon 67' Czafit 77' Jagodics 4' Rajos 31' Farkas 33' | (0 – 1) Jegyzőkönyv | Kovács 36' Bujor 53' Jahič 54' Kovács 67' |

| Rohonci úti stadion, Szombathely Nézőszám: 500 Játékvezető: Pánczél Krisztián (magyar) |

| 2. forduló 2011. szeptember 6. 16:30 |

| Győri ETO                                                         | 2 – 2               | Haladás                                          |
| ----------------------------------------------------------------- | ------------------- | ------------------------------------------------ |
| Dudás 31' Molnár 74' Střeštík 28' Windecker 48' Kis 58' Lamas 87' | (1 – 0) Jegyzőkönyv | Ugrai 76' Vujović 88' 42' Búrány 63' Szakály 90' |

| ETO Park, Győr Nézőszám: 300 Játékvezető: Becséri Dániel (magyar) |

| 3. forduló 2011. október 5. 16:30 |

| Haladás                                                           | 2 – 0               | Lombard Pápa                                     |
| ----------------------------------------------------------------- | ------------------- | ------------------------------------------------ |
| Ugrai 22' Skriba 74' Sipos 39' Farkas 57' Kalász 73' Jagodics 86' | (1 – 0) Jegyzőkönyv | Horváth 30′ Germán 56' Rodenbücher 58' Varga 69' |

| Rohonci úti stadion, Szombathely Nézőszám: 500 Játékvezető: Pánczél Krisztián (magyar) |

| 4. forduló 2011. október 12. 16:00 |

| Lombard Pápa                                          | 1 – 0               | Haladás                                     |
| ----------------------------------------------------- | ------------------- | ------------------------------------------- |
| Tóth G. 81' Lovrencsics 74' Marić 84' Rodenbücher 87′ | (0 – 0) Jegyzőkönyv | Farkas 20' Szvoboda 60' Hanzl 66' Sipos 85' |

| Perutz Stadion, Pápa Nézőszám: 200 Játékvezető: Becséri Dániel (magyar) |

| 5. forduló 2011. november 9. 16:30 |

| Haladás                | 1 – 2               | Győri ETO                                       |
| ---------------------- | ------------------- | ----------------------------------------------- |
| Skriba 84' Halmosi 90' | (0 – 1) Jegyzőkönyv | Alekszidze 36' Ceolin 55' Nyitrai 50' Zámbó 73' |

| Rohonci úti stadion, Szombathely Nézőszám: 500 Játékvezető: Oláh Gábor (magyar) |

| 6. forduló 2011. november 16. 13:00 |

| Zalaegerszegi TE                   | 3 – 0               | Haladás                        |
| ---------------------------------- | ------------------- | ------------------------------ |
| Kovács 25' 44' Bujor 73' Major 60′ | (2 – 0) Jegyzőkönyv | Ugrai 41' Nagy 46' Horváth 78' |

| ZTE Aréna, Zalaegerszeg Nézőszám: 150 Játékvezető: Barna Gábor (magyar) |

#### Az A csoport végeredménye
| Csapat           | M | Gy | D | V | G+ | G– | Gk  | P  |
| ---------------- | - | -- | - | - | -- | -- | --- | -- |
| Lombard Pápa     | 6 | 4  | 1 | 1 | 16 | 3  | +13 | 13 |
| Győri ETO        | 6 | 2  | 3 | 1 | 9  | 8  | +1  | 9  |
| Haladás          | 6 | 2  | 1 | 3 | 7  | 9  | –2  | 7  |
| Zalaegerszegi TE | 6 | 1  | 1 | 4 | 6  | 18 | –12 | 4  |

## Külső hivatkozások
- A csapat hivatalos honlapja
- A Magyar Labdarúgó Szövetség honlapja, adatbankja